# Guvernul Ioan Em. Florescu (1)
Guvernul Ioan Em. Florescu (1) a fost un consiliu de miniștri care a guvernat Principatele Unite ale Moldovei și Țării Românești în perioada 4 - 26 aprilie 1876.

## Componența
- Președintele Consiliului de Miniștri

General Ioan Em. Florescu (4 - 26 aprilie 1876)
- Ministrul de interne

ad-int. General Ioan Em. Florescu (4 - 26 aprilie 1876)
- Ministrul de externe

Dimitrie Cornea (4 - 26 aprilie 1876)
- Ministrul finanțelor

General Christian Tell (4 - 26 aprilie 1876)
- Ministrul justiției

Dimitrie P. Vioreanu (4 - 24 aprilie 1876)
ad-int. Dimitrie Cornea (24 - 26 aprilie 1876)
- Ministrul de război

General Ioan Em. Florescu (4 - 26 aprilie 1876)
- Ministrul cultelor și instrucțiunii publice

Alexandru Orăscu (4 - 26 aprilie 1876)
- Ministrul lucrărilor publice

General Tobias Gherghely (4 - 26 aprilie 1876)

## Sursa
- Stelian Neagoe - "Istoria guvernelor României de la începuturi - 1859 până în zilele noastre - 1995" (Ed. Machiavelli, București, 1995)

| Precedat(ă) de: Guvernul Lascăr Catargiu (2) | Guvernul Ioan Em. Florescu (1) 4 - 26 aprilie 1876 | Succedat(ă) de: Guvernul Manolache Costache Epureanu (2) |